# Състояние на връзката: Сложно е
„Състояние на връзката: Сложно е“ (на турски: İlişki Durumu: Karışık) е турска романтична комедия. Стартира на 4 юли 2015 г. и завършва на 27 април 2016 г. по Show TV.

## Сюжет
Айшегюл е млада жена, която живее с домашната си котка Минак. Айшегюл иска да стане писателка. Приятелите ѝ я подмамват да отиде на почивка в Гърция, където тя среща известния актьор Джан Текин и случайно повръща върху него. Тя прави всичко възможно да се извини, но Джан ѝ е много ядосан. Междувременно нейните приятели Едже и Ефе продават къщата ѝ. Айсегюл се връща и разбира, че е бездомна. Без друга възможност тя решава да отиде в предишната си къща и да поиска от новия собственик да ѝ позволи да остане там. Става ясно, че новият собственик на къщата е Джан Текин. След поредица от проблеми Джан най-накрая ѝ позволява да остане, докато намери подслон, но за това тя трябва да върши всички домакински задължения на Джан. Джан е влюбен в красивата си приятелка, модната дизайнерка Елиф, но Елиф е влюбена в Мурат. Джан, Мурат и Елиф са приятели от детството. Така главните герои се оказват в сложен любовен четириъгълник, в който гордостта, ревността и комичните ситуации вървят ръка за ръка.

## Излъчване
| Сезон | Епизоди | Начало на сезона | Край на сезона | Всички епизоди | ТВ сезон    | ТВ канал | Дата и час     |
| ----- | ------- | ---------------- | -------------- | -------------- | ----------- | -------- | -------------- |
| 1     | 40      | 4 юли 2015       | 27 април 2016  | 1 – 40         | 2015 – 2016 | Show TV  | събота (20:00) |

## Излъчване в България
| Сезон | Епизоди | Начало на сезона    | Край на сезона  | Всички епизоди | ТВ сезон       | ТВ канал  | Дата и час        |
| ----- | ------- | ------------------- | --------------- | -------------- | -------------- | --------- | ----------------- |
| 1     | 105     | 25 декември 2023 г. | 7 април 2024 г. | 1 – 105        | 2023 – 2024 г. | bTV Story | всеки ден (21:30) |

## Актьорски състав
- Серен Шириндже – Айшегюл Динч
- Берк Октай – Джан Текин
- Еда Едже – Елиф Гювенер
- Памир Пекин – Мурат Сойкан
- Нурсели Идиз – Медиха Текин
- Сезай Алтекин – Исмаил Текин
- Алптекин Серденгеджи – Тахсин Текин
- Мерт Тюрколу – Ефе Шенгюн
- Йозлем Йочалмаз – Едже Шенгюн

## В България
В България сериалът започва на 25 декември 2023 г. по bTV Story и завършва на 7 април 2024 г. На 11 юни 2025 г. започва повторно излъчване. Ролите се озвучават от Татяна Захова, Таня Димитрова, Даниела Горанова, Илиян Пенев и Христо Узунов.